# Dholak
El dholak o naal es un instrumento musical membranófono, de dos parches, hecho de madera dura, típico de regiones del subcontinente indio. Se toca de pie o en el suelo. Se diferencia de otros tambores como el khol y el mridangam en que es más corto y sus parches pueden ser de membrana simple.
Este tambor se utiliza en festividades matrimoniales, en música de cine indio, en el Baithak Gana, en el canto tan, en danzas folclóricas y en la música indocaribeña.